# Calamagrostis arundinacea
Espèce
Calamagrostis arundinacea, le calamagrostis faux-roseau, est une espèce de plantes monocotylédones de la famille des Poaceae, sous-famille des Pooideae, originaire d'Eurasie.
Noms vernaculairescalamagrostis faux-roseau, calamagrostide à feuilles de roseau, calamagrostis à feuilles de roseau, roseau des montagnes.

## Caractéristiques
Calamagrostis arundinacea est une plante vivace dont les tiges atteignent 150 centimètres avec 2-3 nœuds. Les feuilles planes atteignent 12 mm de large et sont velues à la base. L'inflorescence  est étroite ou large. Les lemmes sont plus longues que les poils de la base et l'arête est genouillée. La floraison se déroule en juin-août.

## Habitat et répartition
Calamagrostis arundinacea est une espèce caractéristique des mégaphorbiaies subalpines à montagnardes, mésohydriques oligotrophiles, acidophiles, occidentales. En France, on le trouve en particulier dans les hêtraies acides des Pyrénées, du Massif central et des Vosges.

## Liste des sous-espèces et variétés

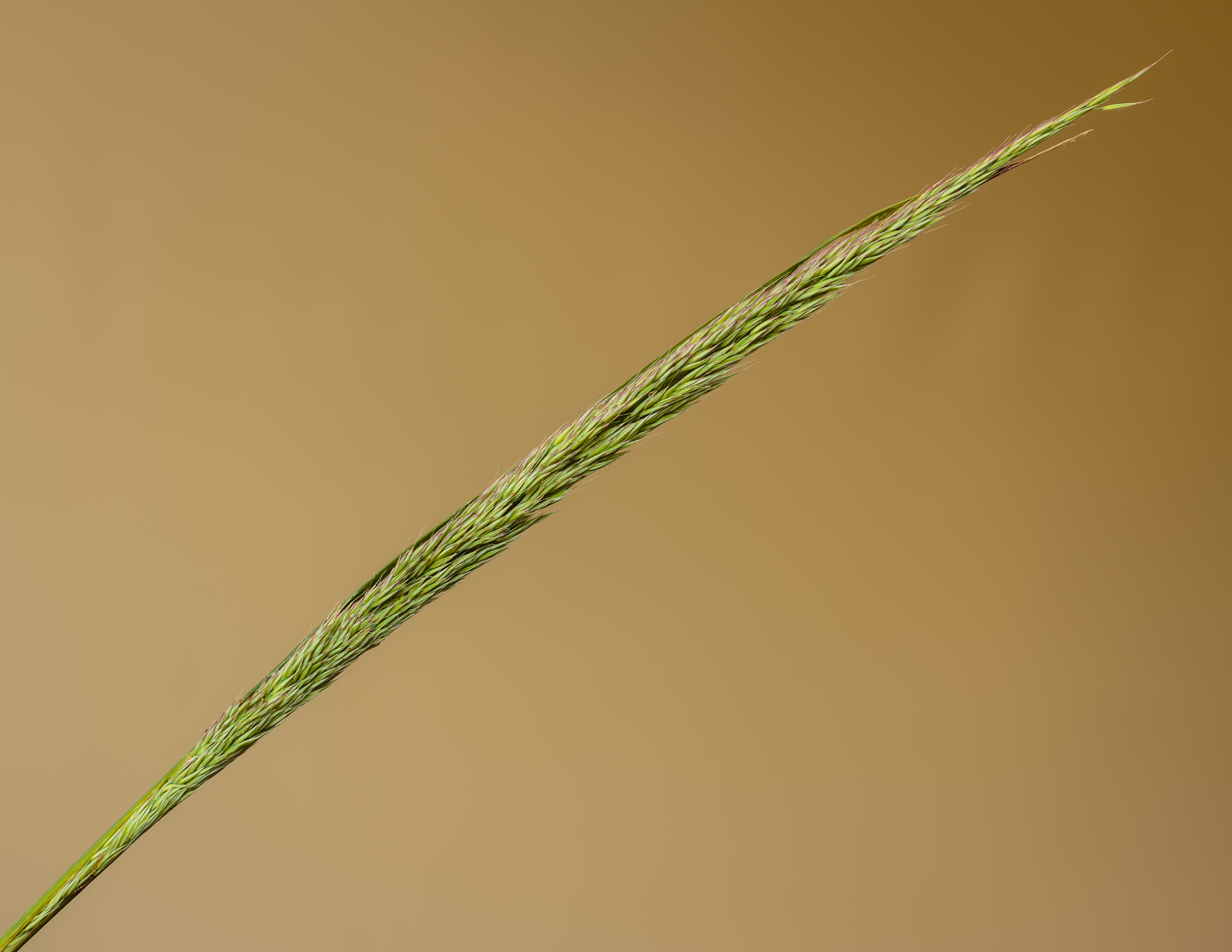
Calamagrostis brachytricha

Selon Tropicos (11 octobre 2017) (Attention liste brute contenant possiblement des synonymes) :
- sous-espèces :
  - Calamagrostis arundinacea subsp. adpressi-ramea (Ohwi) T. Koyama
  - Calamagrostis arundinacea subsp. arundinacea
  - Calamagrostis arundinacea subsp. brachytricha (Steud.) Tzvelev
  - Calamagrostis arundinacea subsp. distantiflora (Luchnik) Tzvelev
  - Calamagrostis arundinacea subsp. heterogluma (Nakai) T. Koyama
  - Calamagrostis arundinacea subsp. hymenoglossa (Ohwi) T. Koyama
  - Calamagrostis arundinacea subsp. laxiflora Čelak.
  - Calamagrostis arundinacea subsp. monticola (Petrov & Kom.) Tzvelev
  - Calamagrostis arundinacea subsp. sugawarae (Ohwi) Tzvelev
- variétés :
  - Calamagrostis arundinacea var. alpina (Schur) Şerb. & Beldie
  - Calamagrostis arundinacea var. arundinacea
  - Calamagrostis arundinacea var. austro-jeholensis (Honda) Kitag.
  - Calamagrostis arundinacea var. brachytricha (Steud.) Hack.
  - Calamagrostis arundinacea var. ciliata Honda
  - Calamagrostis arundinacea var. heterogluma (Nakai) I.C. Chung
  - Calamagrostis arundinacea var. hirsuta Hack.
  - Calamagrostis arundinacea var. hsinganensis Kitag.
  - Calamagrostis arundinacea var. latifolia (Rendle) Kitag.
  - Calamagrostis arundinacea var. laxiflora (Rendle) P.C. Kuo & S.L. Lu ex J.L. Yang
  - Calamagrostis arundinacea var. ligulata (Rendle) Kitag.
  - Calamagrostis arundinacea var. nipponica (Franch. & Sav.) Hack.
  - Calamagrostis arundinacea var. pamirensis Hack.
  - Calamagrostis arundinacea var. purpurascens (R. Br.) Porsild
  - Calamagrostis arundinacea var. robusta (Franch. & Sav.) Honda
  - Calamagrostis arundinacea var. sciuroides (Franch. & Sav.) Hack.